# Población La Victoria
La población La Victoria es un barrio ubicado en la comuna de Pedro Aguirre Cerda, en el centro-sur de Santiago, la capital de Chile.

## Historia

### Inicios

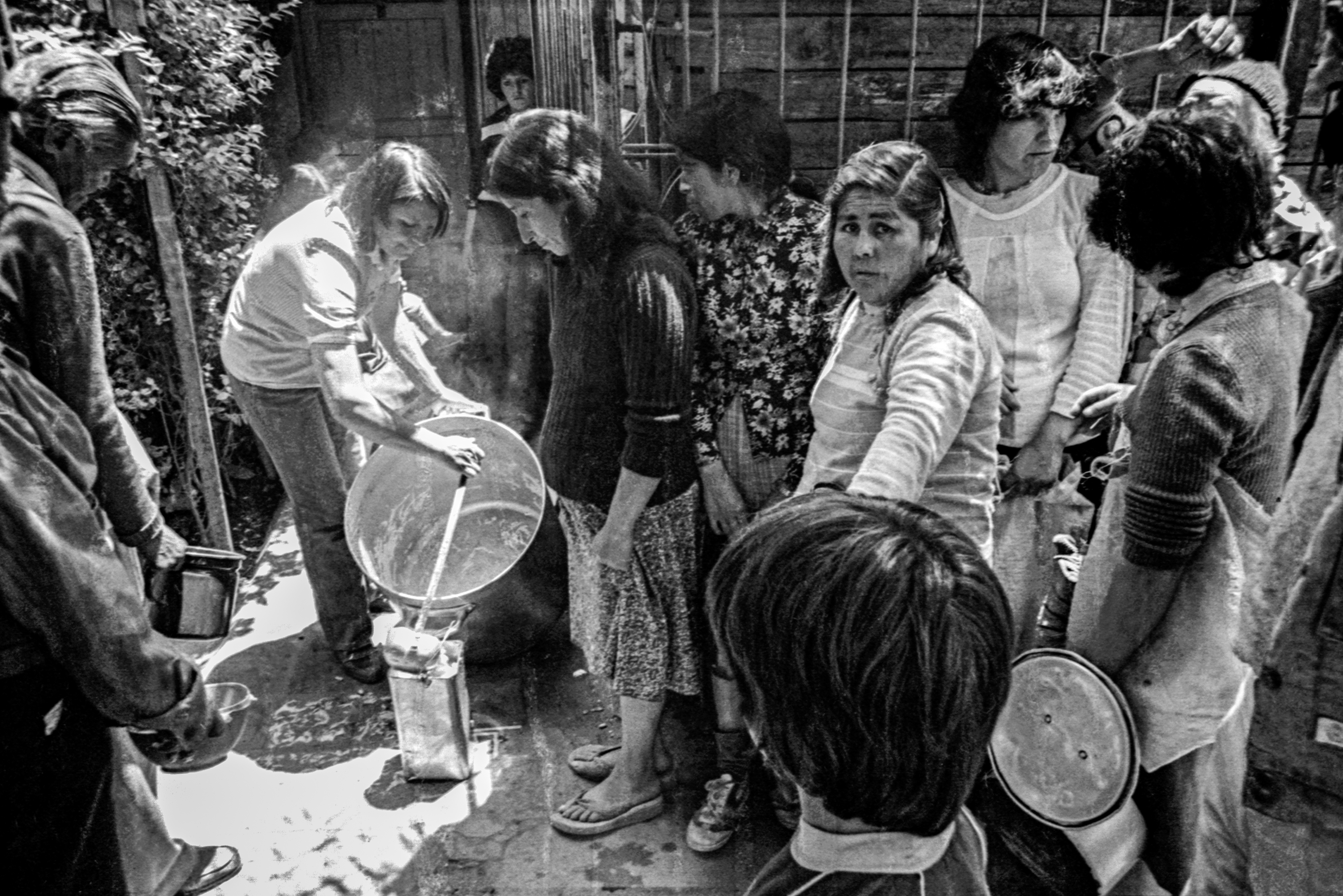
Pobladoras de La Victoria comparten la comida durante la dictadura civil militar. Agosto de 1984.

Fue fundada el 30 de octubre de 1957, cuando cerca de 1200 familias provenientes del llamado «Cordón de la Miseria» del Zanjón de la Aguada se tomaron los terrenos de la chacra La Feria, constituyéndose, en la primera toma organizada por terrenos de Chile y América Latina. El hecho es conocido como la Toma de La Victoria y tuvo gran impacto en el fortalecimiento de las políticas sociales y en la elección presidencial de 1958. Asimismo, esta toma de terrenos sirvió de modelo a pobladores de otros sectores de la capital chilena para organizar la demanda de viviendas. Los mismos pobladores lotearon los terrenos, definieron los espacios públicos y los construyeron; conformaron comités de vigilancia, encargados de controlar la delincuencia y dar seguridad a la población; e incluso crearon un periódico interno, La Voz de La Victoria.
Las calles de la población fueron bautizadas con nombres de personas o hechos relacionados con las problemáticas sociales, como Carlos Marx, Cardenal Caro (en honor al cardenal que intercedió frente al entonces presidente de la República, Carlos Ibáñez del Campo, para evitar el desalojo de la naciente toma), Galo González (secretario general del Partido Comunista de Chile en tiempos de la toma), Ramona Parra (joven comunista asesinada en una protesta en 1946), Mártires de Chicago (nombrada así en honor a los obreros estadounidenses ejecutados que dieron origen a la celebración del Día Internacional de los Trabajadores), Ránquil y La Coruña, que aluden a dos matanzas de trabajadores en Chile en el siglo XX, entre otras.

### Durante la dictadura militar

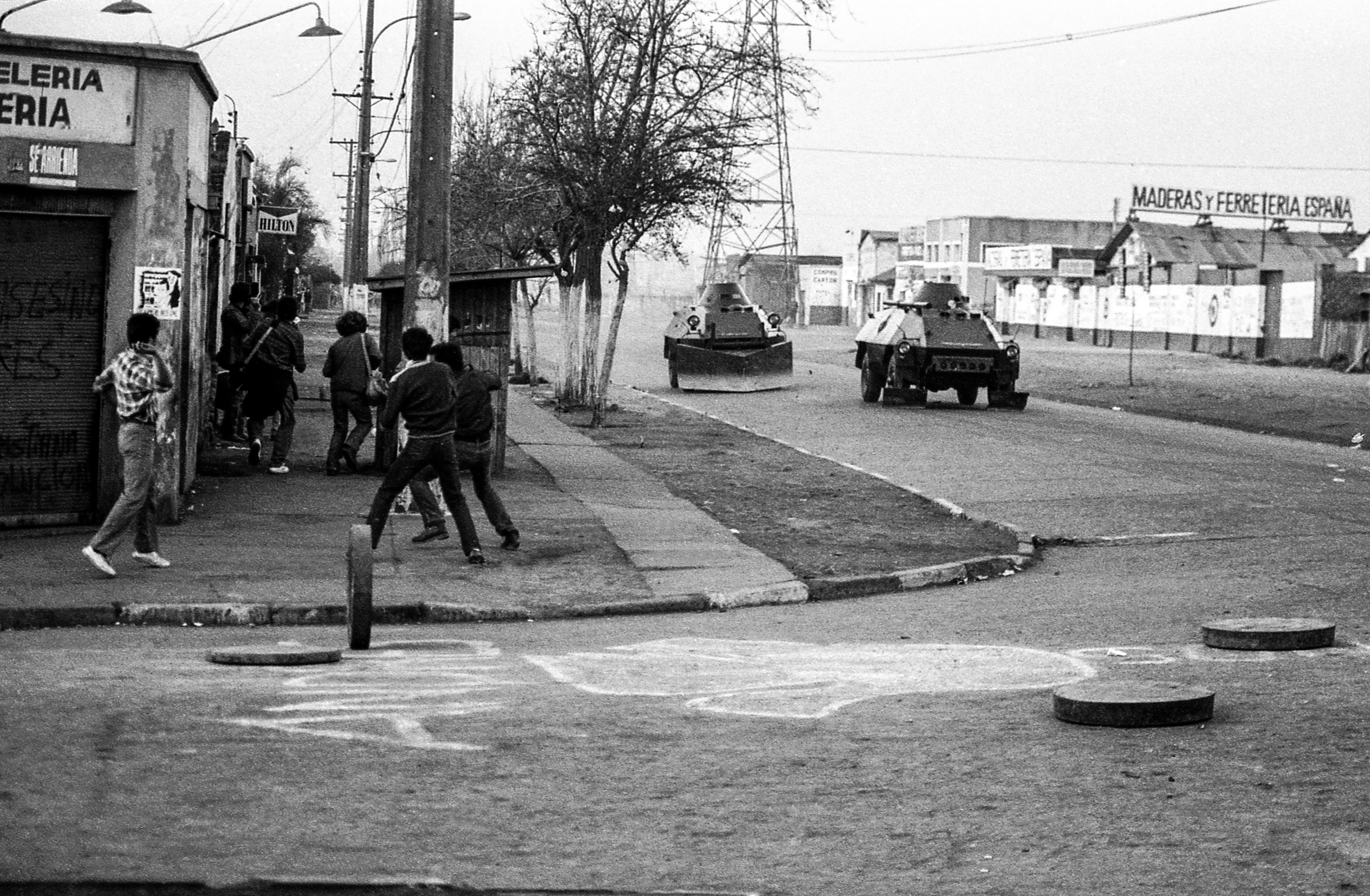
Pobladores atacando a dos MOWAG Roland de Carabineros en la intersección de av. La Feria con 30 de Octubre en la Jornada de Protesta Nacional de 1985.

La Victoria fue un foco de oposición a la dictadura de Augusto Pinochet al alojar grupos de la izquierda política de Santiago. Fue epicentro de numerosas tomas de terrenos, protestas e incidentes con la policía. Durante uno de los enfrentamientos entre pobladores izquierdistas y militares en 1984, el sacerdote francés André Jarlan murió producto de una de las balas disparadas por carabineros que atravesó la pared de madera del dormitorio parroquial, impactando al sacerdote mientras leía la Biblia.